# Arquipélago de Upernavik

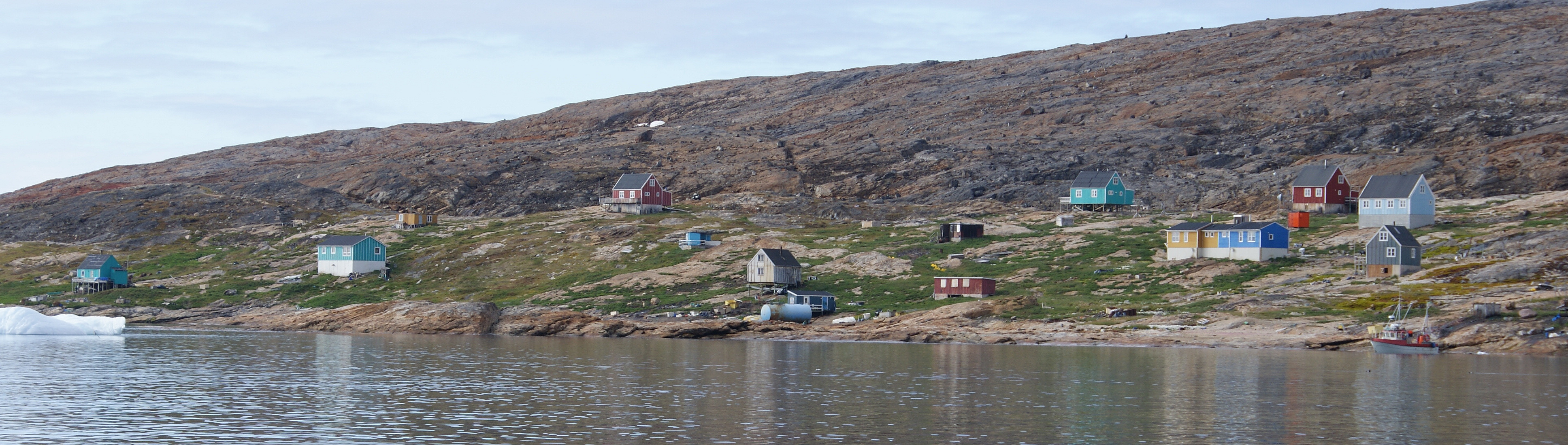
Nutaarmiut (Localidade menos populosa).

O Arquipélago de Upernavik é um vasto arquipélago de pequenas ilhas no município de Qaasuitsup, a norte da Península Nunavik, no noroeste da Gronelândia. O arquipélago se estende desde a costa norte/nordeste da Península Nunavik (a aproximadamente 71° 50′ N, 55° 28′ O) até o extremo sul da Baía de Melville (a aproximadamente 75° 00′ N, 57° 35′ O). Existem 10 localidades no Arquipélago (sem contar com as abandonadas): Upernavik Kujalleq, Kangersuatsiaq, Upernavik, Aappilattoq, Tasiusaq, Innaarsuit, Naajaat, Nutaarmiut, Nuussuaq e Kullorsuaq. A localidade mais a norte é Kullorsuaq, sendo a mais a sul Upernavik Kujalleq. A menos populosa é Nutaarmiut e a mais populosa é Upernavik.

## Economia
A principal actividade económica do arquipélago é a pesca, embora as localidades mais a norte ainda dependam muito da caça de focas, morsas e baleias para complementar a economia familiar.
Fora de Upernavik, a economia de renda está entre uma das mais baixas de toda a Gronelândia. Quatro das localidades do arquipélago (Naajaat, Nuussuaq, Kullorsuaq e Upernavik Kujalleq) estão na lista das 10 localidades mais pobres da Gronelândia.

## Transporte

### Aéreo
A Air Greenland opera voos como contrato do governo para quase todas as localidades do arquipélago (Só não opera para Nutaarmiut e Naajaat). O único aeroporto do Arquipélago é o Aeroporto de Upernavik, localizado em Upernavik, no entanto existe vários heliportos.
| Localidade         | Aeroporto/Heliporto             | Destinos |
| ------------------ | ------------------------------- | --- |
| Aappilattoq        | Heliporto de Aappilattoq        | Upernavik |
| Innaarsuit         | Heliporto de Innaarsuit         | Tasiusaq e Upernavik |
| Kangersuatsiaq     | Heliporto de Kangersuatsiaq     | Upernavik e Upernavik Kujalleq                                                                                            |
| Kullorsuaq         | Heliporto de Kullorsuaq         | Nuussuaq e Upernavik |
| Nuussuaq           | Heliporto de Nuussuaq           | Kullorsuaq e Upernavik |
| Tasiusaq           | Heliporto de Tasiusaq           | Innaarsuit e Upernavik |
| Upernavik          | Aeroporto de Upernavik          | Aappilattoq, Ilulissat, Innaarsuit, Kangersuatsiaq, Kullorsuaq, Nuussuaq, Qaanaaq, Qaarsut, Tasiusaq e Upernavik Kujalleq |
| Upernavik Kujalleq | Heliporto de Upernavik Kujalleq | Kangersuatsiaq e Upernavik                                                                                                |

### Marítimo
Até 2006, a Artic Umiaq Line tinha fornecido serviços de ferry para Nuuk e para Uummannaq, Ilulissat e Aasiaat (no município de Qaasuitsup).